# 八戸ジャンクション

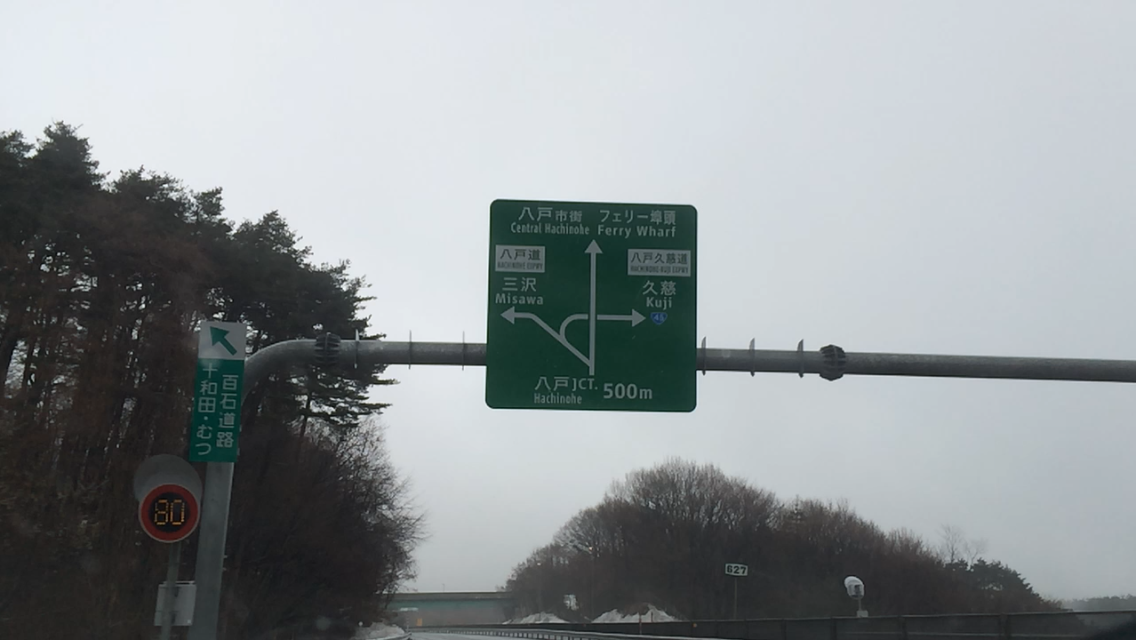
八戸JCTの接近看板。ルートが分かるようになっている。

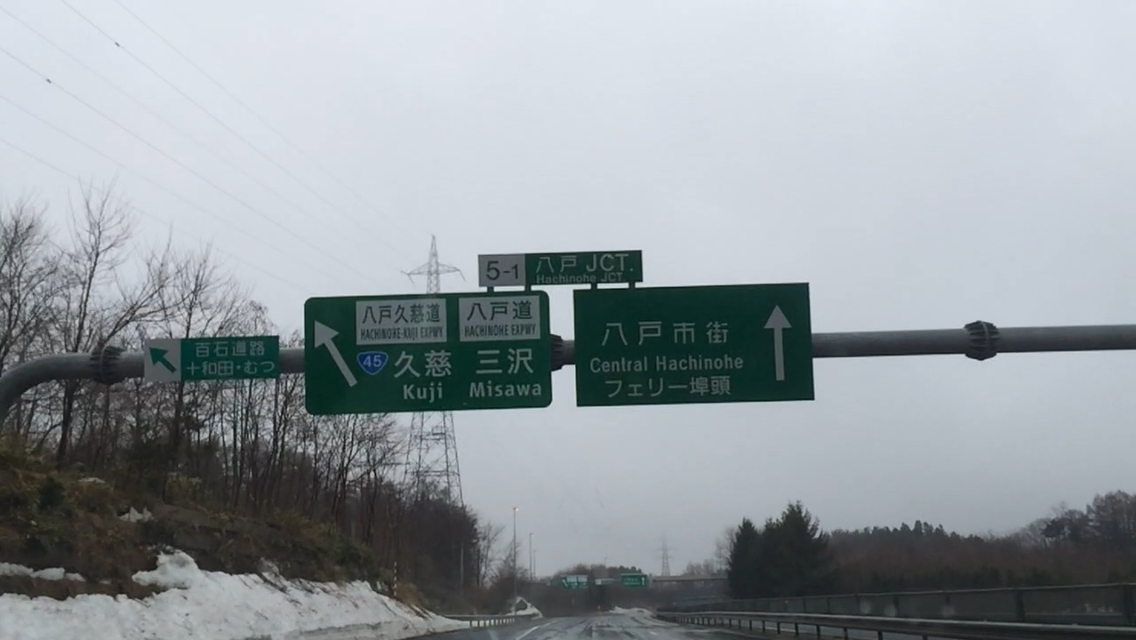
八戸JCTの第一分岐接近看板

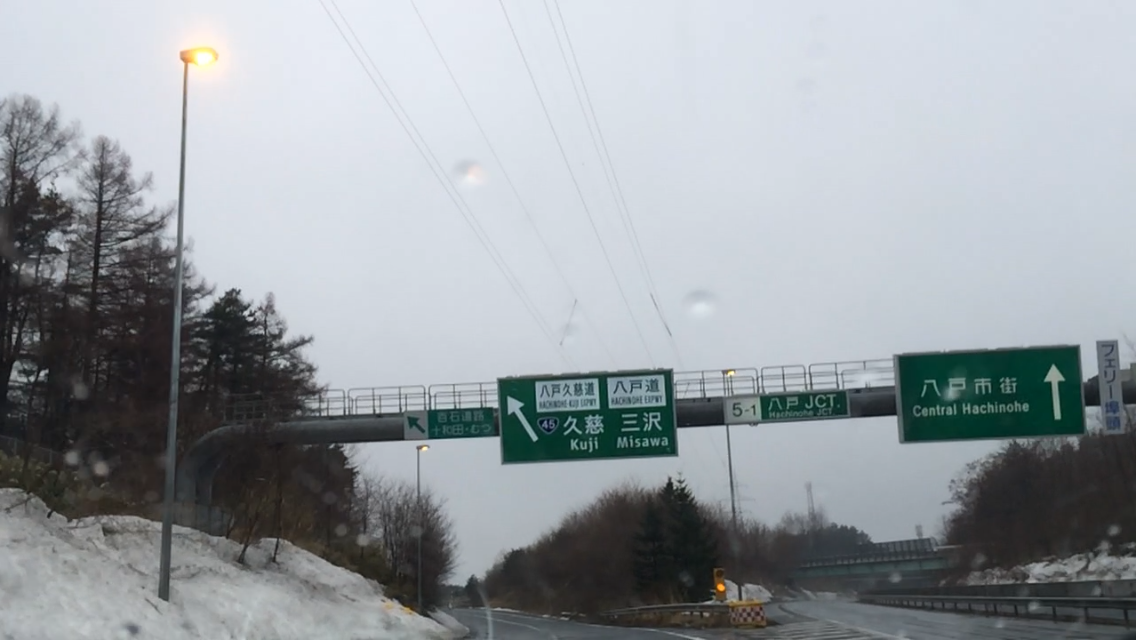
八戸JCTの第一分岐地点

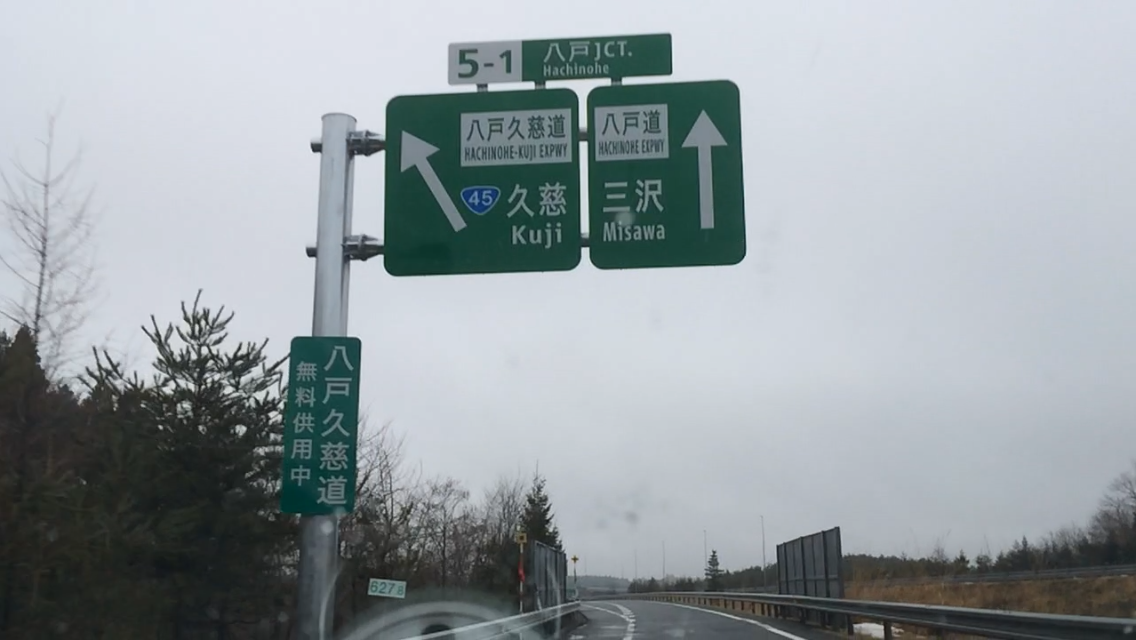
八戸JCTの第二分岐接近看板

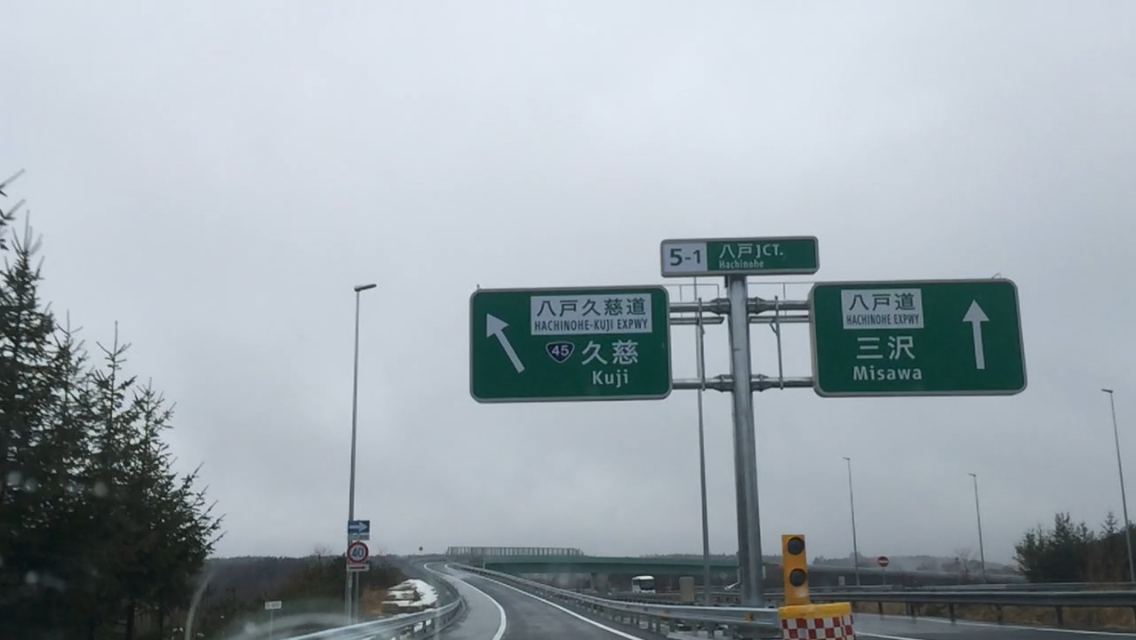
八戸JCTの第二分岐地点

八戸ジャンクション（はちのへジャンクション）は、八戸自動車道・三陸沿岸道路（八戸久慈自動車道）を接続するジャンクションである。八戸久慈自動車道の本線料金所である八戸ジャンクション (JCT) 料金所を併設する。

## 概要
安代JCT方面、八戸IC方面、八戸北IC・百石道路方面、八戸是川IC・階上IC方面の4方面を接続するジャンクションであるが、ハーフジャンクションであり、八戸IC - 八戸北IC、および八戸IC - 八戸是川IC間の移動は不可。安代JCT方面から八戸ICへの方面が本線で、百石方面・階上方面へはランプウェイで接続する。

## 道路
- E4A 八戸自動車道（5-1番）
- E45 三陸沿岸道路（八戸南環状道路）

## 歴史
- 2002年（平成14年）7月18日 : 八戸自動車道・八戸JCT - 八戸北IC間 開通に伴い供用開始。
- 2014年（平成26年）3月29日 : 三陸沿岸道路・八戸JCT - 八戸是川IC間 開通[3]。同時に八戸JCT料金所が開設する。

## 八戸JCT料金所
八戸是川IC・久慈方面への出口レーンの一般ブースは料金精算機が設置されており、自分で料金を精算する。
- ブース数：4

### 安代JCT・百石道路方面
- ブース数：2
  - ETC専用：1（時間帯によってはETC・一般）
  - 一般：1

### 八戸是川IC・久慈方面
- ブース数：2
  - ETC専用：1（時間帯によってはETC・一般）
  - 一般：1

## 隣
E4A 八戸自動車道 本線
(5) 南郷IC - 福地PA - (5-1) 八戸JCT - （八戸東JCT） - (6) 八戸IC
E4A 八戸自動車道 新線
(5-1) 八戸JCT - (5-2) 八戸西SIC - (7) 八戸北IC
E45 三陸沿岸道路（八戸南環状道路）
(74) 八戸是川IC - （八戸東JCT - (5-1) 八戸JCT

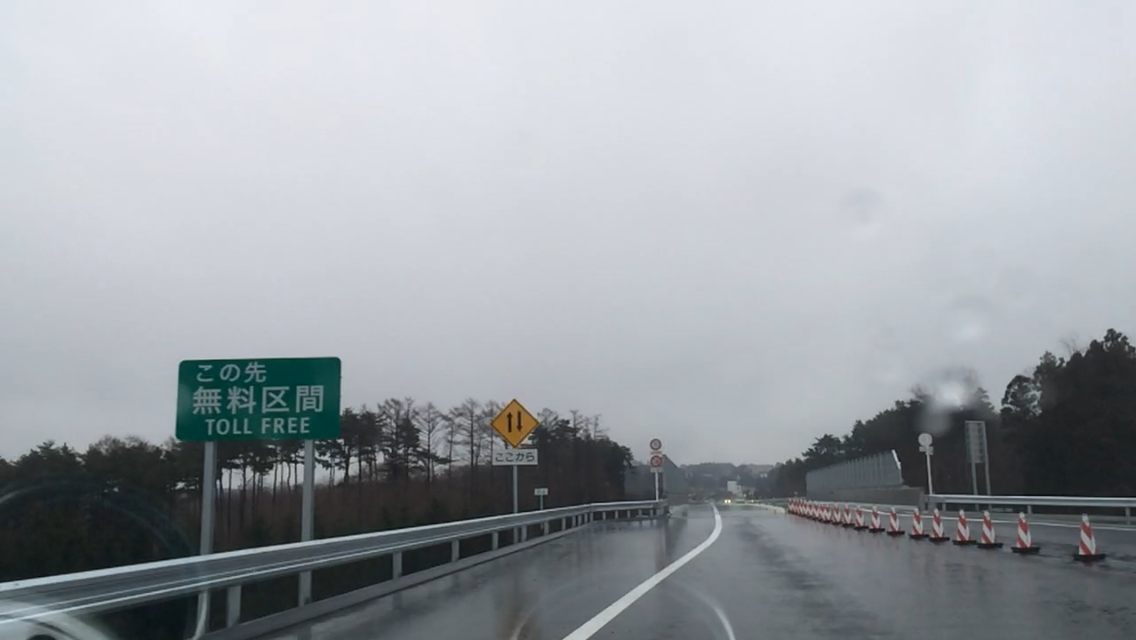
八戸JCT料金所を抜けた先には無料区間であることが示されている看板がある

## 形状
八戸IC方面にのびる本線から、片方向Y型のランプウェイが分岐している。さらに、八戸久慈自動車道が準直結Y型のランプウェイで延伸線に接続している。